# PNA Río Luján (GC-66)
La lancha PNA Río Luján (GC-66) es una lancha guardacostas de la clase Z-28 de la Prefectura Naval Argentina (PNA) comisionada en 1979.

## Historia
Construida por Blohm + Voss en Alemania Occidental, la lancha GC-66 Río Luján es una de las 20 unidades de la clase Z-28 adquiridas por la prefectura argentina en 1978.
En 1981 la GC-66 prestó socorro al avión BAC 1-11 de Austral caído en aguas del estuario del Río de la Plata. Al año siguiente durante la Guerra de Malvinas estuvo asignada a la defensa del Río de la Plata.